# Kostel svatého Vavřince (Kuressaare)
Kostel svatého Vavřince (estonsky Kuressaare Laurentiuse kirik) stojí v centru města Kuressaare na ostrově Saaremaa v kraji Saaremaa v Estonsku. Kostel náleží k estonské evangelicko-luteránské církvi.
Kostel je od roku 2004 zapsán v seznamu kulturních památek Estonska pod číslem 27261.

## Historie
První kostel byl pravděpodobně dřevěný postavený v 16. století v severní části zámeckého parku. Tento předpoklad potvrzuje pomník postavený v roce 1861 ze starých náhrobků, které tam byly vykopány. Doložen je požár kostela v roce 1612, kdy při útoku švédských vojsk hořelo celé město.
Kdy byl postaven kamenný kostel není přesně známo, nicméně v sakristii je ve zdivu kámen se dvěma erby a s letopočtem 1637 a písemné záznamy zmiňují datum 1634. Kostel byl jednolodní na půdorysu obdélníku s dřevěným stropem a kamennou věží. V roce 1710 za Velké severní války kostel vyhořel. Obnova trvala od roku 1726 až do roku 1733. Kostel byl už vysvěcen v roce 1729. Během rekonstrukce byla postavena kruchta. V roce 1828 byl znovu zničen při požáru města. V letech 1829–1835 byl obnoven pod vedením architekta Heinricha Löwenera. Kostel byl přestavěn v neoklasicistním slohu.

## Popis
Jednolodní orientovaná zděná stavba zakončená čtyřbokým závěrem. Kněžiště je od lodi odděleno vítězným obloukem a je užší a nižší než loď. Střecha je dvojhřebenová sedlová. K západnímu průčelí je přistavěna věž vysoká cca 38 m. Okapní strany kostela měly prolomena obdélná vysoká okna. Na jižní straně je předsazena vstupní předsíň. Závěr je osvětlen dvěma okny ve východním průčelí a jedním na jižní straně. Obdélná okna jsou ukončena obloukem. K závěru na severní straně je přistavěna sakristie. Kostel je zdoben pouze profilovanou střešní římsou, fasády jsou bílé, střecha červená. Vitráže byly doplněny v letech 2000–2001.
Hranolová věž na čtvercovém půdorysu je ukončena korunní profilovanou římsou a jehlovou střechou. Pod hlavní římsou jsou vsazeny pod půlkruhy ciferníky věžových hodin. Hodiny byly instalovány v roce 1860. Jehlová střecha byla inspirována střechami v Petrohradu. Na špici věže je větrná korouhev s třemi daty 1774, 1835 a 1933, které se týkají výstavby a opravy věže.

## Interiér
Interiér je velmi prostý. Loď má dřevěnou klenbu a po stranách na sloupech galerie vybíhající z kruchty. Oltář v kněžišti se nachází mezi okny závěru. Oltářní obraz namaloval malíř Carl Siegismund Walther (1783–1866). Na evangelijní straně v lodi před vítězným obloukem je vyvýšená kazatelna. Kazatelu a oltář navrhl Ludwig von Maydell (1795 - 1846). Na epištolní straně středověká křtitelnice z 14. nebo 15. století, která byla přenesena ze ničeného kostela z Anseküla. Na kruchtě se nacházejí varhany z roku 1881 byly postaveny firmou Sauer z Frankfurtu nad Odrou. Kostel byl opravován v letech 1901, 1922, 1960, 1967, 1974–1976 (odstraněna balustráda kolem oltáře, postaven nový oltář a nově pokryt strop), v roce 1980 byla opravena věž a v roce 1981 zavedeno ústřední topení. V letech 2002–2008 proběhly rozsáhlé opravy. Např. v roce 2006 opraveny dřevěné galerie napadené červotočem, 2008 byly opraveny varhany a rekonstrukce stropu.

## Galerie

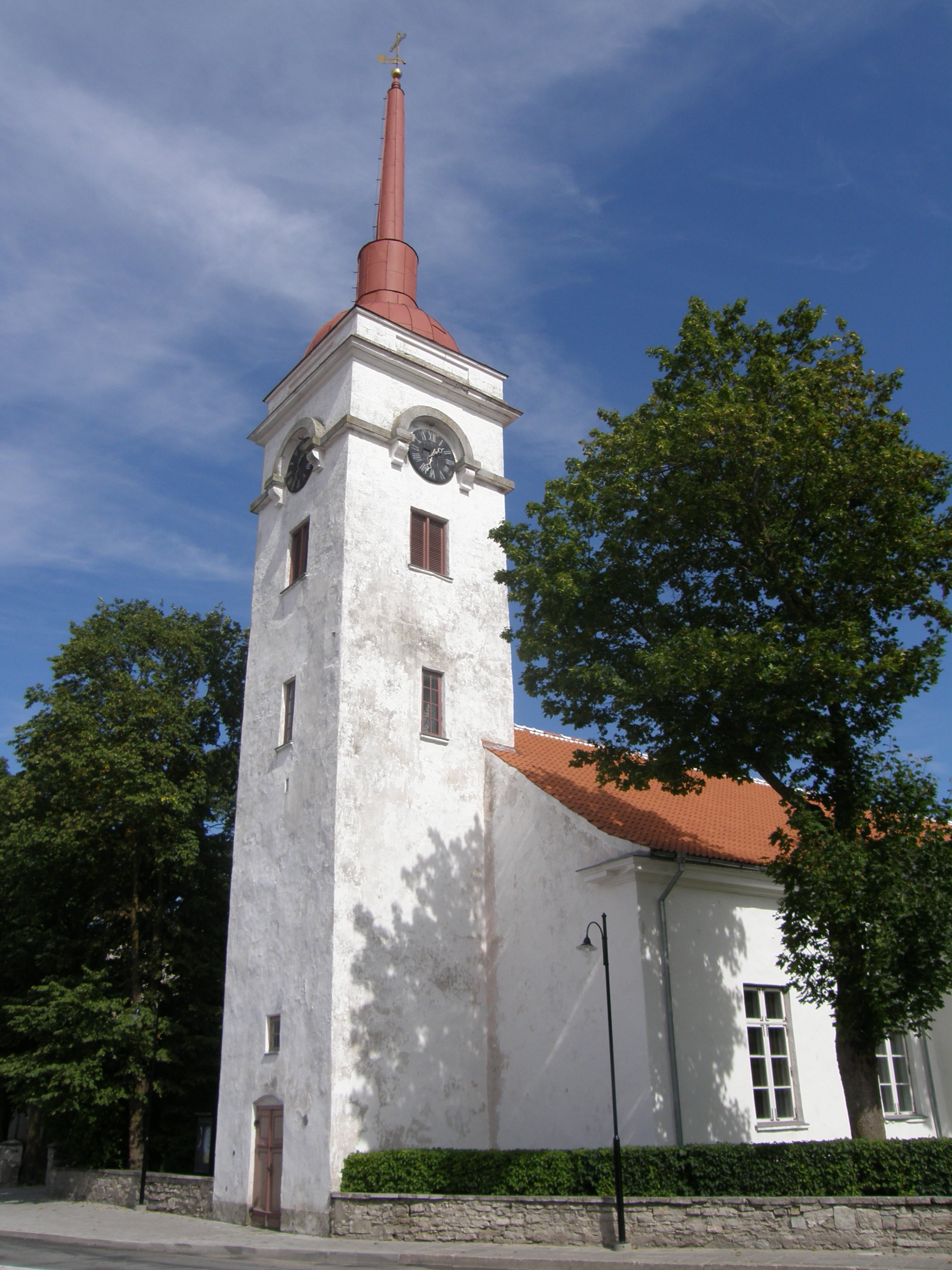
Kostel svatého Vavince
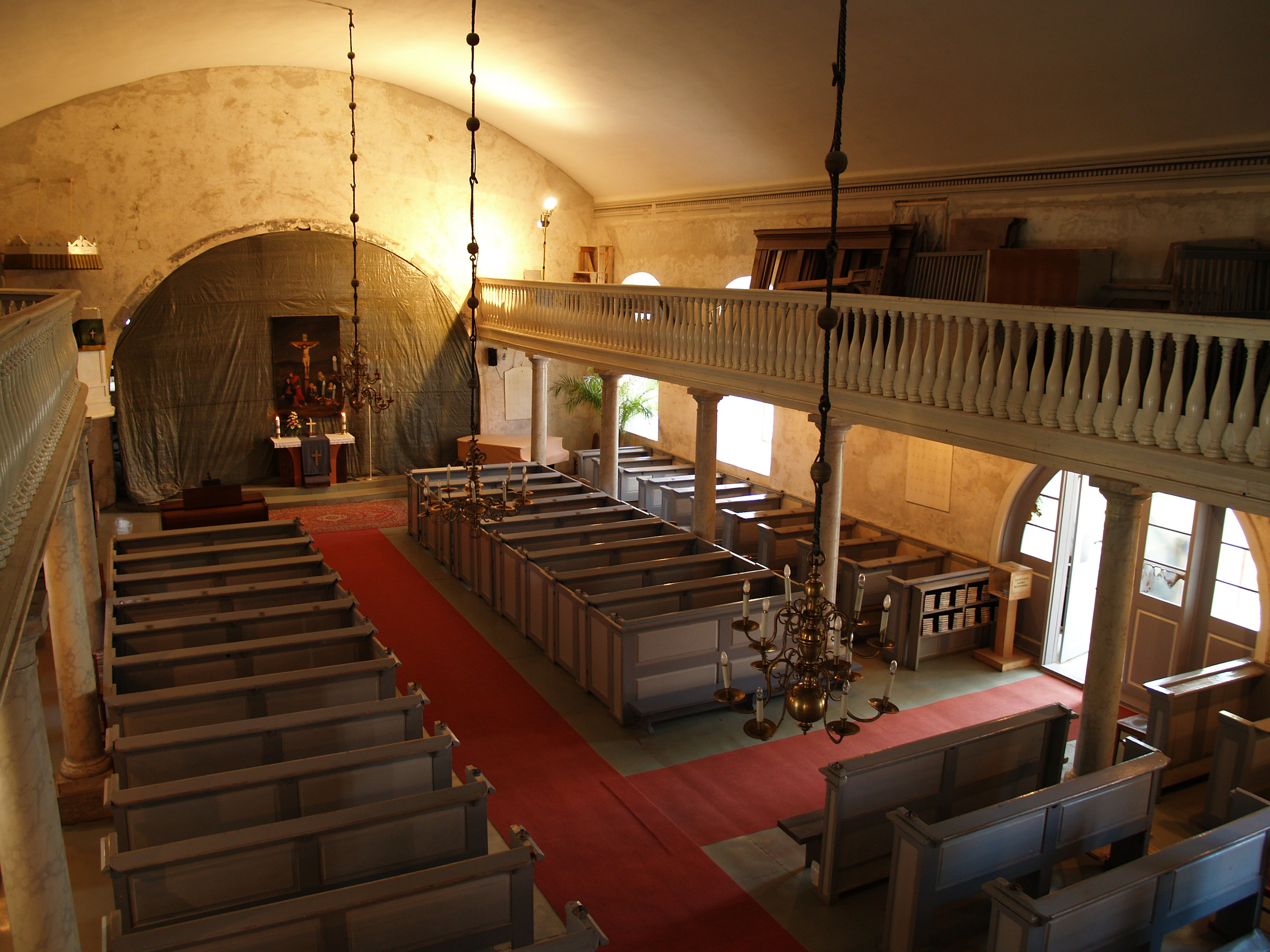
Interiér
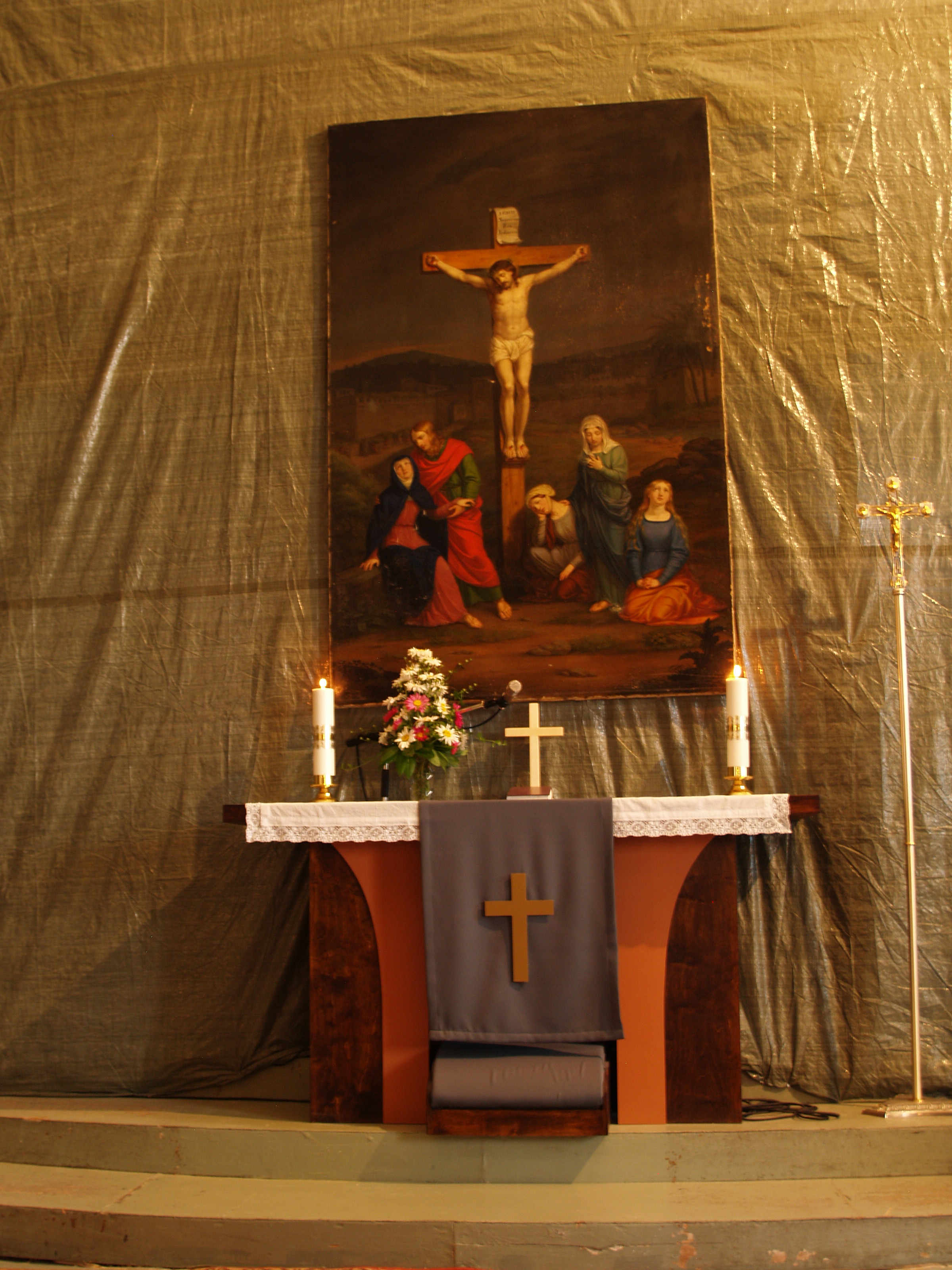
Oltář v roce 2009 době opravy kostela